# دائرة الريش
دائرة الريش هي إحدى دوائر إقليم ميدلت، التابع لجهة درعة تافيلالت، المملكة المغربية. تضم الدائرة 7 جماعات قروية، وبلغ عدد سكانها 48502 فرداً سنة 2004 حسب الإحصاء الرسمي للسكان والسكنى. يتبع للدائرة 22 مشيخة و156 دوار.

## التقسيمات الإداريّة
تعتبر دائرة الريش إحدى الدوائر المشكّلة لإقليم ميدلت، وهو التقسيم الإداري من المستوى الرابع المعتمد في المغرب. ينقسم إقليم ميدلت إلى 27 جماعات قروية تختلف من حيث السكان والمساحة، والتي بدورها تنقسم إلى مشيخات تضم عدداً من الدواوير.